# Décès en 891
Décès
- 887
- 888
- 889
- 890
- 891
- 892
- 893
- 894
- 895

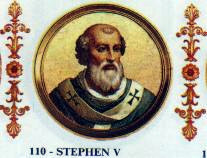
Étienne V mort en 891.

Cette page dresse une liste de personnalités mortes au cours de l'année 891 :
- 6 février : Photios Ier, patriarche de Constantinople[1].
- 2 juin[2] : Al-Muwaffaq, vizir abbasside.
- 14 septembre : Étienne V, pape.
- octobre : Aio de Bénévent, prince de Bénévent.

- Enchin, moine tendaï du début de l'époque de Heian, à l’origine de la branche ésotérique Jimon (寺門) de la secte.
- Gourguen Ier d'Ibérie, Prince-Primat d'Ibérie, duc de Tao Supérieur, prince d'Ardahan et de Chavcheti.
- Fujiwara no Mototsune, régent de l'empereur puis régent kampaku.

## Crédit d'auteurs
- Cet article est partiellement ou en totalité issu de l'article intitulé « 891 » (voir la liste des auteurs).